# 安積明子
安積 明子（あづみ あきこ）は、日本の政治ジャーナリスト。兵庫県出身。

## 略歴・人物
兵庫県立姫路西高等学校、慶應義塾大学経済学部経済学科卒業。国会議員政策担当秘書資格試験に合格後、参議院議員の政策担当秘書として勤務。
その後、執筆活動に入り、フリーランスの政治ジャーナリストとして週刊誌や月刊誌など多数の媒体に寄稿している。
2020年3月14日に開かれた安倍晋三首相の会見で、内閣記者クラブに加盟していないフリーランスの記者として初めて質問した。
趣味は宝塚歌劇団やミュージカル鑑賞の他、美術館巡りなど。

## 執筆

### 著書
- 野党共闘(泣)。　―学習しない民進党に待ち受ける真っ暗な未来―（2016年11月9日、ワニブックス) ISBN 978-4847065798
- “小池”にはまって、さあ大変!　―「希望の党」の凋落と突然の代表辞任―（2017年12月8日、ワニブックス） ISBN 978-4847066016
- 「記者会見」の現場で見た永田町の懲りない人々（2019年4月14日、青林堂） ISBN 978-4792606473
- 「新聞記者」という欺瞞　- 「国民の代表」発言の意味をあらためて問う ー (2020年1月27日、ワニブックス) ISBN 978-4-8470-9883-3
- 新聞・テレビではわからない、永田町のリアル（2021年1月24日、青林堂）ISBN 978-4792606961
- 眞子内親王の危険な選択（2021年3月22日、ビジネス社）ISBN 978-4828422565

### 執筆
- PRESIDENT Online
- 東洋経済オンライン
- Yahoo!ニュース個人
- 夕刊フジ　「ニュース裏表」火曜日担当
- 現代ビジネス
- 愛媛経済レポート
- レコンキスタ
- 月刊タイムス
- AERA dot.

## 出演

### テレビ
- バイキング（2016年7月 - 2022年3月、フジテレビ）
- モーニングCROSS（2017年6月2日 - 2022年3月31日、TOKYO MX TV）
- 直撃LIVE グッディ！（2017年8月9日、フジテレビ）
- 羽鳥慎一モーニングショー（2017年11月9日 - 、テレビ朝日）

### ラジオ
- STEP ONE（2017年5月16日、J-WAVE）

### インターネット配信
- みのもんたのよるバズ!（2017年 – 、AbemaTV）